# Oh Jung-hee
Oh Jung-Hee (nacida el 9 de noviembre de 1947) es una escritora surcoreana.

## Biografía
Oh Jung-Hee nació en Seúl, Corea del Sur el 9 de noviembre de 1947. Fue a la Escuela de Arte Sorabol donde estudió Escritura creativa en 1968.

## Obra
Consiguió su primer éxito cuando en su último año de estudios ganó el Premio Joongang Ilbo para escritores noveles. Fue todavía más destacable porque lo empezó a escribir cuando estaba en bachillerato. La historia se titulaba "La mujer de la tienda de juguetes", una historia sombría sobre una estudiante de bachillerato que es abandonada emocionalmente por sus padres y sufre la muerte de su hermano minusválido. Esto la hace caer en la locura, la cleptomanía y la obsesión sexual. Fue una obra revolucionaria para la época. Con la madurez, sus obras se volvieron menos simbólicas y se centraron más en la vida en familia como una trampa para la mujer.
Oh Jung-hee ha conseguido tanto el Premio Literario Yi Sang como el Premio Literario Dong-in, los premios más prestigiosos de relatos cortos en Corea, y sus obras se han traducido a diversos idiomas del Sudeste Asiático, Latinoamérica y Europa.
"El espíritu del viento" es un relato que alterna la narración en primera persona del marido Se-jung y la narración en tercera persona de Un-su, su mujer. Cuando la historia empieza, Se-jung reflexiona sobre la última de las desapariciones de su mujer, habiendo sido la primera a solo seis meses del casamiento. Un-su se va alejando de todo el mundo, incluso de su madre, y su marido no puede comprender su comportamiento, que ve como un abandono de la familia. Un-su es infeliz y vagamente identifica la causa de sus escapadas en el hecho de que fue adoptada, pero esta tampoco parece ser la razón y está "cansada de vagar, cansada de pensar que la casa en la que vivo es temporal". Esta obra es un ejemplo de las obras tardías de Oh Jung-hee, en las que las mujeres "perciben, con miedo y temblor, el abismo de vacío que es el origen y la verdad de la existencia humana".
"Chinatown" es una historia situada en el barrio chino de Incheon en la época de la posguerra. Sin embargo, aunque trata el tema de los efectos de la guerra, el tema principal es el crecimiento y la madurez. La protagonista es una niña de nueve años que toma conciencia del sexo y la muerte. 
"Puesta en libertad" retrata a una madre y a una hija unidas por una tragedia que comparten y a la vez las separa. Ambas han perdido a sus maridos cuando eran jóvenes, y en una cultura históricamente adversa para las viudas, este hecho representa la muerte social. El dolor que comparten se intensifica porque la madre conoce bien lo que tendrá que pasar su hija.
"El espejo de bronce" trata sobre una pareja mayor que vive con la memoria de su hijo, asesinado veinte años antes en la Revolución estudiantil de abril de 1960.
"El pájaro" es la historia de dos hermanos en la crisis económica de mediados de los años 90. Una niña de doce años y su hermano son abandonados por un padre maltratador que ya ha echado a la madre. Los hijos son semiadoptados por un ecléctico grupo de vecinos, pero enseguida entran en una espiral descendente.

## Obras en coreano (lista parcial)
- Río de fuego (불의 강)
- El jardín de la infancia (유년의 뚤)
- El espíritu del viento (바람의 넋)

## Premios
- Premio Literario Yi Sang Literary (1980)
- Premio Literario Dong-in (1983)